# Horní Suchá
Horní Suchá (deutsch Obersuchau, polnisch Sucha Górna) ist eine Gemeinde im Okres Karviná.

## Geschichte
Die erste schriftliche Erwähnung von Horní Suchá stammt aus dem Liber fundationis episcopatus Vratislaviensis um das Jahr 1305. Die Erwähnung von Sucha utraque (beide Suchau) bedeutete, dass es damals auch schon Dolní Suchá gab. Sie gehörten damals zum Herzogtum Teschen. Nach dem Jahr 1471 war Horní Suchá im Besitz verschiedener polnischer und deutscher Adelsfamilien. Das Dorf wurde von sogenannten „Wasserpolaken“ bewohnt, die die Teschener Mundarten sprachen. Im 19. Jahrhundert kam es durch die Gründung von Landwirtschafts- und Industrieobjekten zu einer wirtschaftlichen Entwicklung der Gemeinde. Während des 19. und Anfang des 20. Jahrhunderts war Ober-Suchau unter der Verwaltung der Familie Larisch-Mönnich. Nach der Industrialisierung stieg die Zahl der Bewohner, meistens dank der Zuwanderung aus Westgalizien. Im Gegensatz zu Nieder-Suchau war Ober-Suchau stark vom polnischen Nationalbewegung damals geprägt.
1810 wurde die erste Schule und 1832 eine Zuckerfabrik gegründet. 1835 erfolgte der Bau der katholischen Kirche und 1864 des Gemeindeamtes. 1907 wurde die Eisenbahn von Mährisch Ostrau nach Teschen eingeweiht. 1910 entstand eine Ziegelei, 1911 wurde die Grube Franz gegründet.
Ab 1907 gehörte die Gemeinde zum Wahlbezirk Schlesien 15. In der ersten allgemeinen, gleichen, geheimen und direkten Reichsratswahl 1907 sowie in der Reichsratswahl 1911 gewann dort Tadeusz Reger aus der Polnischen Sozialdemokratischen Partei Galiziens.
Nach dem Ersten Weltkrieg und dem Zusammenbruch der Habsburgermonarchie wurde das Gebiet Teschener Schlesiens umstritten. Am 5. November 1918 verständigten sich der Polnische Nationalrat für das Teschener Gebiet (Rada Narodowa Kięstwa Cieszyńskiego, RNKC) und das tschechische Gebietskomitee (Zemský národní výbor, ZNV) darauf, dass Obersuchau an Polen fallen sollte (Nieder- und Mittel-Suchau an die Tschechoslowakei). Die tschechoslowakische Regierung erkannte das jedoch nicht an. Nach dem Polnisch-Tschechoslowakischen Grenzkrieg, einer nicht verwirklichten Volksabstimmung sowie der Entscheidung des Botschafterrats der Siegermächte am 28. Juli 1920, wurde der Ort ein Teil der Tschechoslowakei (Olsagebiet). In der Zeit zwischen den beiden Kriegen wurden ein Pfarrhaus sowie eine tschechische und eine polnische Grundschule errichtet. Während der Weltwirtschaftskrise wurden Arbeitnehmer der Grube Franz entlassen. Nachfolgend kam es zu mehreren Streiks. Während eines dieser Streiks wurde am 30. März 1932 Vladislav (Władysław) Karwinski erschossen.

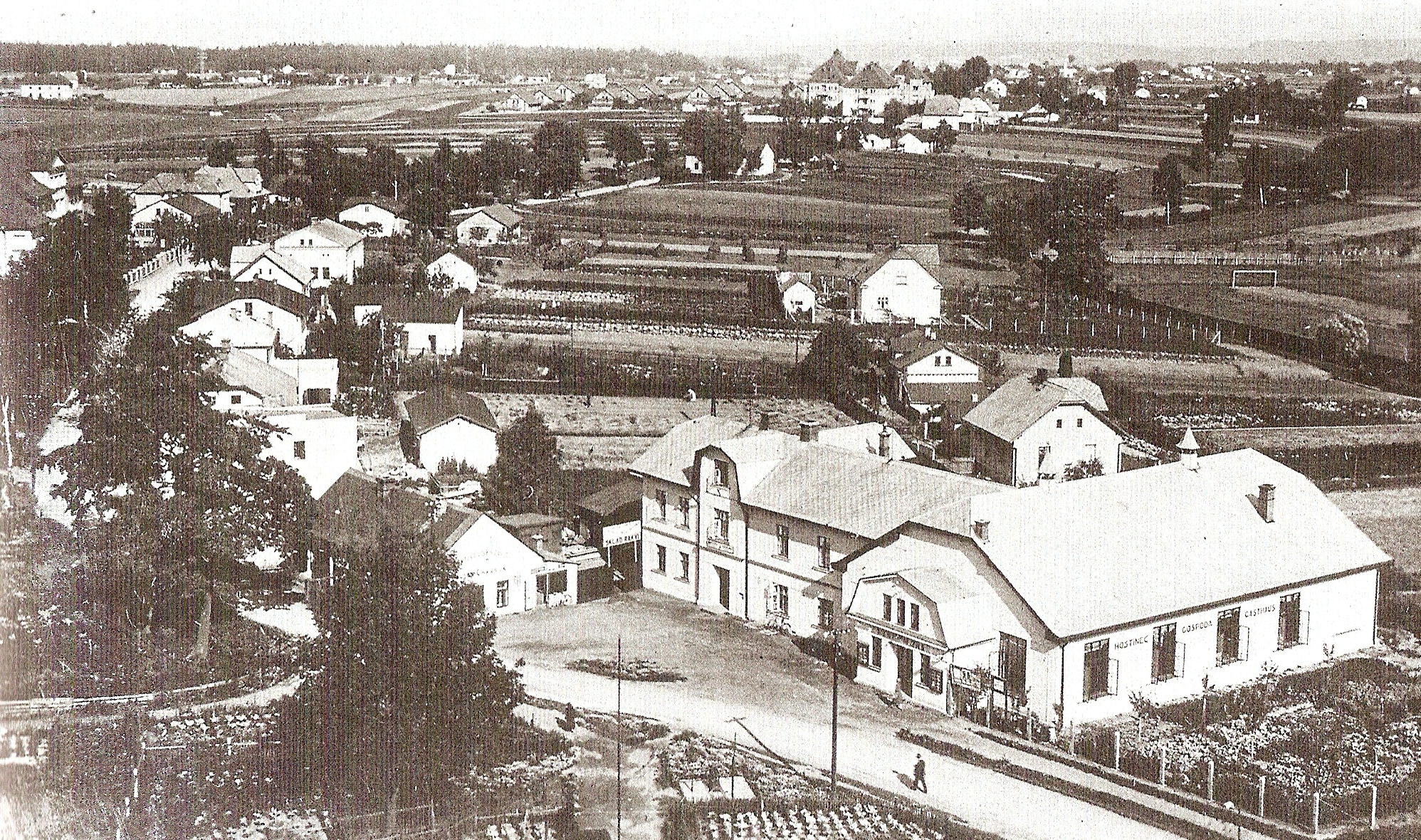
Horní Suchá im Jahr 1938

Nach dem Münchner Abkommen gehörte Sucha Górna zu Polen. Während der polnischen Verwaltung kam es zur Diskriminierung der tschechischen Einwohner. Nach dem Beginn des Zweiten Weltkriegs und der Besetzung Polens kam Obersuchau zum deutschen Landkreis Teschen, da man die Grube Franz als für die Kriegswirtschaft wichtig erachtete.
Nach 1945 beruhigte sich die politische Situation. Die Grube Franz wurde 1946 umbenannt und erhielt den Namen Klement Gottwald, den sie bis 1990 behielt. Fast alle Einwohner von Horní Suchá arbeiteten auf der Grube, die der wichtigste Arbeitgeber des Ortes war. Die Grube unterstützte den Bau der „finnischen Häuser“ sowie Kultur und Sport. Später wurden die Siedlung „Chrost“ sowie ein neues Grundschul- und ein Kindergartengebäude errichtet. Im Jahr 1975 wurde Horní Suchá zu Havířov angegliedert.
1990 wurde Horní Suchá wieder eine selbständige Gemeinde. 1995–1996 erfolgte die Renovierung der „Alten Schule“, in der jetzt die Polizei untergebracht ist; die Schule an der Těrlická Straße erhielt einen Anbau. 2004 wurde eine neue Sporthalle gebaut.
Nachdem 1995 die Grube Franz zunächst mit den Gruben Dukla und Lazy konsolidiert und 1999 ganz geschlossen wurde, hat Horní Suchá eine hohe Arbeitslosigkeit. Ansässige Unternehmen sind Befra (Elektronik), Lichtgitter (Eisengitter), IVECO, OKD Lanstkraftsverkehr, Hornstav (Bauwesen), FIBERGLASS (Fenster und Türe von Fiberglass), Depos (Mühlkippe).
In 2001 machte die polnische Minderheit 23,2 % der Bewohner aus.
Die Gebäude der ehemaligen Grube Franz dienen als ein Industriezentrum, in dem u. a. die Gesellschaft SWP (Biospiritus) ansässig ist.

## Sehenswürdigkeiten

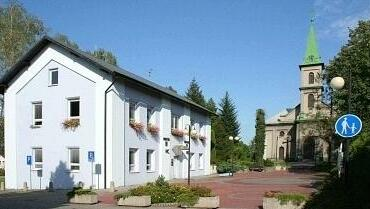
Dorfzentrum

- Katholische Kirche aus dem Jahr 1835, mit Gedenktafel für Graf von Larisch-Mönnich
- Mühlwerksteine von ehemaliger Zuckerfabrik (1833–1876)
- Statue des Hl. Johannes von Nepomuk, 1843
- handgeschmiedetes Kreuz, Arbeit von Józef Janeczek aus Horní Suchá, 1870
- Arbeitshaus aus dem Jahr 1907
- Kapelle (lutherische Kirche) aus dem Jahr 1927
- Gedenkstein für die Opfer des Ersten Weltkriegs
- Gedenkstein für die Opfer des Zweiten Weltkriegs
- Kulturhaus Applaus (ehemaliges Kulturhaus der Grube Franz)
- Gasthaus „U Pavlasů“
- Brüderliches Pfingstbethaus, deren Replik wurde auch in Wola Piotrowa in Polen gebaut

## Persönlichkeiten
- Tadeusz Michejda (1879–1956), polnischer Politiker, der hier arbeitete
- Augustin Pazdziora (1886–1940), Geistlicher, NS-Opfer
- Adolf Kantor (1910–1992), polnischer Boxer, mehrmaliger Meister von Polen in der Zwischenkriegszeit
- Bronislav Poloczek (polnisch Bronisław Poloczek, 1939–2012), tschechischer Schauspieler aus der polnischen Minderheit Olsagebiets
- Ota Zaremba (* 1957), tschechischer Sportler und Olympiasieger

## Ortsteile
Durch die Gemeinde fließt Bach Sušanka. Die Gemeinde bestand seit dem 18. Jahrhundert aus den Ortslagen:
- „Těšiňok“, östlicher Teil
- „Dědina“ (heute Zentrum) mit Schule, Kirche, Kneipe, Amt, Schlösschen
- „Paseky“, nordöstlicher Teil, durch Bergbau vernichtet
- „Podlesí“, nordwestlicher Teil, der in den 1960er Jahren durch die Grube zerstört wurde
- „Podolkovice“, südwestlicher Teil, Villenviertel
- „Kouty“, südöstlicher Teil, der jüngste Teil von Horní Suchá, der erst nach dem Zweiten Weltkrieg aufgebaut wurde

## Sport
Es gibt den „Tělovýchovná jednota Dolu František“ (Sportverein der Grube Franz) mit den Abteilungen Fußball-, Tennis-, Volleyball- und Allgemeinsport. Der Schwimmer Ondřej Broda ist ein Sportler von Horní Suchá.
START Horní Suchá ist ein Tischtennisklub, dessen Sitz in Havířov ist.